# Mini Racing Online
Mini Racing Online è un videogioco freeware progettato da Vicente Mas Morant, anche conosciuto più semplicemente come "Kotai", nel 2003, principalmente come gioco di corse di Formula Uno. Il gioco è stato ispirato da un test di velocità sul Circuito Ricardo Tormo a Cheste, Valencia.

## Automobili
Esistono diversi veicoli, alcuni dei quali possono essere scaricati dal sito web ufficiale. Queste auto variano dalla NASCAR alla Formula 1. quando carichi il gioco per la prima volta hai già un pacchetto di auto F1 più un'auto MRO F1. Si possono creare i tuoi veicoli usando un programma di modifica delle immagini esterno (Adobe Photoshop, GIMP, ecc.) Le auto sono dotate di SKIN che determinano l'IA del comportamento delle auto e le caratteristiche che possono anche essere create e come le auto prima che possano essere caricate su il sito web.

## Tracciati
Ci sono 6 gradi che organizzano tutte le tracce. Sono Generale, F1 (Formula 1), Micro, Kart, NASCAR e Rally. Ogni grado si spiega da sé, ma ci sono stati problemi precedenti su cosa siano le tracce generali e micro. Il grado Generale è il grado che ha tutte le tracce che non si adattano agli altri gradi. Le micro tracce sono tracce che la maggior parte delle persone usa per le riproduzioni locali multiplayer. Le tracce possono anche essere create con programmi esterni di modifica delle immagini e si utilizza "Track Editor" all'interno del gioco per applicare diverse fisica della terra, come fango, sabbia e, naturalmente, asfalto.

### Caratteristiche
Mini Racing Online ha molte versioni e funzionalità. La maggior parte di queste caratteristiche sono fortemente influenzate dalle regole della Formula 1 e da eventuali cambiamenti delle regole che si verificano nel corso degli anni. Ad esempio, il gioco presenta una funzione KERS (Kinetic Energy Recovery System) per tutte le vetture di F1 a seguito dell'introduzione di KERS nella stagione 2009 del campionato di Formula 1. Altre caratteristiche del gioco includono le modalità di qualificazione, pratica, gara e cronometro. E le versioni recenti includono DRS (sistema di riduzione della resistenza). Mini Racing Online comprende anche multiplayer locale e online.

### Multigiocatore locale
Puoi creare più di un profilo in modo da poter giocare localmente con un amico su un computer. Si dice che le micro tracce siano le migliori per questa modalità, ma c'è un'opzione che puoi impostare chiamata "Risoluzione estesa" per vedere meglio le tracce un po' 'più grandi.

### Multigiocatore globale
La modalità Multigiocatore globale è la modalità più popolare nel gioco, come affermato da molti giocatori. Ci possono essere 2-32 piloti o piloti contemporaneamente in una gara. Puoi anche impostare campionati usando questa modalità.